# Друга стать
«Друга стать» (фр. Le Deuxième Sexe) — феміністсько-філософський двотомник Симони де Бовуар у стилі полемічного роману, виданий французькою 1949 року, фундаментальне дослідження місця та ролі жінки в бутті, гендерної нерівності, системного утиску жінок та їх причин і механізмів. "Євангеліє європейського фемінізму", одна з найбільш знакових книжок ХХ століття, відправна точка другої хвилі фемінізму, золотий фонд феміністської філософії (особливо екзистенційного фемінізму), перекладена майже на 40 мов. Ватикан вніс книгу в «Індекс заборонених книг».
У дослідженні де Бовуар як екзистенціалістка послідовно розвиває лаканіанський концепт Іншої (вторинної, чужої, відчуженої від себе, ізольованої від світу, смислів і самоствердження), котрою є жінка стосовно чоловіка як "вихідного" суб'єкта культури. Звідси й назва твору.
Де Бовуар працювала над книгою 14 місяців. Окремі розділи до публікації з'явлились у Les Temps Modernes і внесені в список ста кращих книг видання. Перше видання було продане 22 000 примірників.
Ненсі Бауер, філософ з Університету Тафтса, у 2004 визначила "Другу стать" як книгу про «розповсюдженість, інтенсивність і таємничість історії пригнічення жінок».
Всесвітньо відома цитата з праці де Бовуар: «Жінкою не народжуються — нею стають».

## Синопсис
В роботі означено розмах і повсюдність дискримінації і приниження жінок як класу, виявлено і проаналізовано причини підпорядкованого становища і трактування жінок у майже всіх галузях суспільного життя. Де Бовуар критикує біологічний детермінізм у поясненні становищі жінки; підкреслює, що чоловіки правлять світом, тоді як жінки мають вивчену тенденцію повністю присвячувати своє життя шлюбу і дітям аж до значного обмеження своєї свободи. Ця ситуація виникає з факту, що жінки не відчувають сил або не хочуть залишитися неодруженими, переважно з економічних чи суспільних причин. Суспільство, родина, релігія — все вказує жінці, що вона є гіршою від чоловіка й єдиним способом для неї вести гідне життя є шлюб. Виховання та освіта дівчаток у стосунку до хлопців вчать їх, що вони не мають тих самих здібностей і умінь, що й хлопці, схиляючи вже дорослих жінок присвячувати свою кар'єру шлюбу та сім'ї.
Де Бовуар вказує також на пастку, якою для жінки є шлюб і наявність дітей. Домашні обов'язки жінок є набагато більшими за домашні обов'язки чоловіків і не дозволяють жінкам реалізовуватися поза домом. У більшості випадків дружини нехтують своєю кар'єрою заради кар'єри чоловіка. Авторка описує загальну ситуацію жінок у світі, одночасно прояснюючи, що відповідальними за неї є обидві сторони і обидві виграють від її зміни. Якщо чоловік уможливить для своєї дружини розвиток професійної кар'єри, вона буде більш незалежною і стане меншим тягарем для нього, особливо у фінансовому плані.
У «Другій статі» наводиться безліч прикладів нерівності між статями, особливо через нерівний поділ домашніх обов'язків і малої участі жінок в інших галузях життя, таких як, наприклад, політика.

## Вплив
Твір де Бовуар приголомшив, розлютив, сполошив мільйони людей, відкривши завісу замовчування над масштабами гендерної нерівності.
Історик культури Річард Вебстер писав, що критика «психоаналітичного очернення жінки» у книзі надихнула наступні феміністські аргументи проти психоаналізу, у тому числі книги Бетті Фрідан «Загадка жіночності», Кейт Міллетт «Сексуальні політики» і Жермен Грир «Жінка-євнух».
Джудіт Батлер говорила, що формулювання де Бовуар «жінками не народжуються, а стають» допомогло розділити поняття «стать» і «гендер». Батлер вказує, що книга припускає «гендер» як аспект ідентичності, що «поступово набувається». Батлер бачить «Другу стать» як інтелектуальний продукт, що поступов забезпечує потенційно радикальне розуміння гендеру. Однак, щоб бути вірними часу, у котрому книга була створена, і словам, вибраним авторкою, перекладачі не використовують пізніше слово «гендер», а беруть термін де Бовуар «стать».

### "Друга стать" і Україна
Віра Агеєва про українське видання на початку 90-х: "Поява "Другої статі" в перші роки незалежності України мала величезне значення для перепрочитання історії вітчизняної культури. Саме за де Бовуар ми тоді пізнавали українське суспільство як суспільство патріархальне. Це вона навчила ставити незручні запитання щодо речей, які доти видавалися очевидними. Скажімо, чому в нашій політиці так мало жінок? Чи жінки причетні до ухвалення рішень і чи ‎враховуються при цьому їхні інтереси? Чому представники сильної статі так мало причетні ‎до виховання дітей? Чому існує негласна заборона на деякі професії? ‎Зрештою, як мають почуватися у класі дівчатка, коли за шкільною програмою вони вивчають ‎у певний період лише твори, героями яких постають чоловіки? ‎Або чому з покоління в покоління у букварях тиражується славнозвісне "мама мила раму", ‎ототожнюючи тим самим жіночі обов'язки якраз із хатнім господарством, тоді як чоловіки ‎щось роблять у широкому й розмаїтому світі? Із таких повсякденних деталей і складається картинка патріархальної культури, суспільства, у ‎якому більшість населення чомусь упосліджується".

#### Непомічена де Бовуар у Києві
Весною 1964 року для участі у Шевченківському святкуванні до Києва на запрошення М. Бажана приїхали де Бовуар та Сартр. ‎Інтелектуали такого рівня в Україні з'являлися нечасто, проте радянська влада приділила увагу виключно Сартру, а от де Бовуар гостювала у статусі "дружини знаменитого письменника". ‎В Україні тоді була принаймні одна видатна жінка, яку б зацікавило обговорення ‎фемінізму: Надія Суровцова - одна з організаторок міжнародного жіночого руху. Але її після тридцятирічного гулагівського строку на зустрічі з іноземцями не ‎запрошували. Так цілковито поза фокусом опинилася не тільки авторка "Другої статі", а й прогавлена плідна дискусія щодо жіночого питання в Україні та світі.

## Переклади та видання українською
Перший переклад англійською був здійснений у 1953 році і був розкритикований.
В Україні переклад обох томів "Другої статі" виконало у 1994 році видавництво "Основи" (Наталія Воробйова, Павло Воробйов, Ярослава Сойко). Попит на "головний бетселер ХХ століття" не спав і у двадцять першому, тому у 2017 році працю було перевидано.

## Короткий зміст та основні ідеї

### Том 1. Факти і міфи

#### Частина 1: Доля
Глава 1. «Дані біології». Опис взаємостосунків між яйцеклітиною і сперматозоїдом у тваринному світі (риби, комахи, ссавці) та у людини. Аналізується фізіологія жінки, яка, на відміну від чоловічої, безвихідно закабалена в репродуктивний цикл, від котрого несе втрати та страждання (починаючи з гормональних змін, крихкості скелету, проблем передменструального синдрому та менструації, через вагітність і пологи до ускладнень старіння), будучи при тому фізично слабшою за чоловічу (в м'язовій силі, об'ємі легень, кількості еритроцитів у крові).
Точка 2. «Точка зору психоаналізу». Теорії Фрейда та Адлера відкидаються на основі того, що дослідження еротизму в контексті сприйняття виходить за рамки можливостей психоаналізу.
Глава 3. «Точка зору історичного матеріалізму». Аналіз Походження сім'ї Енгельса не виявляє причин для заяв про «велику історичну поразку жіночої статі» після винайдення бронзи і появи приватної власності. Цитує Енгельса: «про це ми нічого до сих пір не знаємо» и відкидає його висновки .

#### Частина 2: Історія
Поліпшення положення жінок пояснюється участю у виробництві і свободою від репродуктивного рабства.
Глава 4. Озвучено проблему, що материнство залишає жінку «прикутою до свого тіла» як тварина, і дозволяє чоловікам домінувати над нею і природою.
Глава 5. Описано поступовий процес, котрий призвів до панування чоловіків над жінками, починаючи з статуетки Великой Богині, знайденої у Сузах, і до мізогінного вислову Піфагора: «Є добре начало, що створило порядок, світ і чоловіка, і зле, що створило хаос, темряву і жінку». Чоловік успішний завдяки своїй трансцендентності, а іманентність залишається долею жінки.
Глава 6. Утиск жінок корениться у жадобі чоловіків зберегти і продовжити свій рід. Положення жінок у Древній Греції (крім Спарти, де не було ніяких обмежень свобод жінки), з жінками поводились як з рабами. Менандр: «Жінка — це не полишаюче вас страждання». У Римі жінки мали більше прав, але по суті це були пусті свободи.
Глава 7. За винятком німецької традиції, християнство і духовенство діяли в інтересах підпорядкування жінок. Це підтверджують праці Апостола Павла, Амвросія Медіоланського і Івана Золотоустого («Серед всіх диких звірів не знайти нікого шкідливішого від жінки»). Описано проституцію і зміни з епохою лицарства і куртуазністю у 12 ст. «Великі італійські дами і куртизанки» 15 ст., а також Тереза Авільська у Іспанії, статус котрих був «настільки ж високим, як у чоловіків». Правовий статус жінок у 19 ст. лишився незмінним, хоча деякі (напр., Маргарита Наваррська) зуміли добитися незалежності, ставши письменницями чи акторками. Деякі чоловіки (Агриппа Неттесгаймский, Мольєр, Маркіз де Кондорсе і Пулен де ла Барр) допомогли розповсюдженню ідеї рівності жінок своїми працями.
Глава 8. Критика Кодексу Наполеона, що затримав емансипацію жінок у Франції, а також Огюста Конта і Бальзака. Антифемініст П'єр-Жозеф Прудон вивів формулу і оцінив жінку у 8/27 від цінності чоловіка. Промислова революція 19 ст. дала жінкам можливість покинути дім, але за свою роботу вони отримували мізер. Прослідковано ріст профспілок і участі жінок. Розповсюдження методів контрацепції від Древнього Єгипту до XX ст., історія абортів. Порівняння історії виборювання виборчого права для жінок у Франції, Новій Зеландії, Австралії, Великій Британії, США, Швеції, Норвегії, Фінляндії, Німеччині і СРСР. «Лише коли жінки починають відчувати себе на цій землі як вдома, з'являються такі особистості, як Роза Люксембург і Марія Кюрі. Вони з блиском продемонстрували, як неповноцінність жінки визначила її нікчемну роль в історії, а нікчемна роль в історії прирекла її на неповноцінність».

#### Частина 3. Міфи
Глава 9. Детальна розповідь про «вічні розчарування» жінок з чоловічої точки зору: менструації, цноту, жіночу сексуальність, включаючи секс, шлюб, материнство і проституцію. Щоб проїлюструвати чоловічі уявлення про «жах жіночої фертильності», Бовуар цитує British Medical Journal 1878 р., де член Британської медичної асоціації пише: «Не викликає сумнівів, що м'ясо псується, якщо його торкаються жінки, котрі мають у цю пору менструацію». Уривки з Андре Бретона, Сенгора, Мішеля Леріса, Поля Верлена, Едгара По, Поля Валері, Гете і Шекспіра (Гамлет), а також романи і фільми (Громадянин Кейн) наочно демонструють хибність чоловічих знань про життя жінок.
Глава 10. У п'яти частинах: «Монтерлан, або Хліб відрази», «Д. Г. Лоуренс, або Фалічна гордість», «Клодель і служниця Господня», «Бретон, або Поезія», «Стендаль, або Романтика істинного» підсумовується, що «у творчості кожного окремого письменника знаходять відображення великі колективний міфи: жінка постає перед нами як плоть... Монтерлан і Лоуренс вважають саможертовність обов'язком жінки; Клодель, Бретон і Стендаль захоплюються цією самовідданістю…». «Всі їхні твори свідчать, що вони чекають від жінки того самого альтруїзму, котрим захоплювався і котрий нав'язував їй Конт; цей альтруїзм, за його думкою, говорить одночасно про очевидной приниженість і вельми сумнівну перевагу». «Відсутність або незначна доля жіночого елемента у творчості письменника сами по собі симптоматичні». «Глибше всіх запав у чоловічі серця міф про жіночу „таємницю“... Під цим приводом вони роблять існування жінки ще більш жалюгідним, наприклад, не визнаваючи за нею ніякого права на сексуальне задоволення або змушуючи її працювати, як в'ючну тварину». Це послаблюється у 18 ст., коли чоловіки бачили у жінках собі подібних.
Заключна цитата першої частини з Рембо: "коли-нибудь, в один прекрасний день, жінки стануть повноцінними чоловічий істотами, коли чоловіки дадуть їм свободу".

### Том 2,Життя жінки

#### Частина 1: Виховання
Глава 1. «Дитинство»: цитуючи Колетт Одрі, Хелен Дойч, Тід Моньє і доктора Ліпманна, Бовуар описує початок життя дитини і прив'язаність до материнського тіла. Порівнює виховання дівчинки з вихованням хлопчика, котрому уже у 3-4 роки говорять, що він «маленький мужчина». Описано і відкинуто «жіночий комплекс кастрації» Фрейда, проте дівчата дійсно навчаються заздрити хлопчачому способу сечовипускання. Їм дають ляльок у якості альтер-его і для компенсації. Дівчата навчаються бути жінками і їхня «жіноча» доля накладаеться на них учителями і суспільством. Дівчинка не має жодного вродженого «материнського інстинкту». Оскільки частина хатньої роботи може бути виконана й дитиною, дівчат часто просять робити таку роботу. Дівчина починає вірити у чоловічого бога і поклонятися йому, а також вигадувати собі дорослих коханців. Відкриття сексу є «феноменом таким же болючим, як відняття від грудей», і дівчина знаходить його мерзенним. Коли вона дізнається, що чоловіки, а не жінки, є господарями світу, це одкровення «владно міняє її самосвідомість». Завершено описом статевої зрілості і початку менструацій, а також того, як дівчата уявляють секс з чоловіком.
Глава 2. «Дівчина». Описано способи, котрими дівчата у пізньому пубертаті приймають свою «жіночність». Це може виражатися у втечах з дому, потязі до потворного, слідуванні природі, клептоманії.
Глава 3. «Прилучення до таємниць сексу» описує сексуальні взаємостосунки з чоловіками. Де Бовуар вважає, що наслідки першого сексу впливають на все подальше життя жінки.
Глава 4. «Лесбійка», опис сексуальных стосунків з жінками, котрі суспільство вважає «забороненим шляхом»: «На ділі лесбійська любов не є ні свідомим збоченням, ні фатальним прокляттям».

#### Частина 2. Положення жінки у суспільстві
Глава 5. «Заміжня жінка» демонструє негативні погляди на шлюб: «Кажуть, що шлюб принижує чоловіка, і нерідко це дійсно так, але він майже завжди губить жінку». Описано роботу одружених жінок, починаючи з кількох сторінок про домашнє господарство, завдяки котрому жінка «не підпускає до себе смерть, але і не живе справжнім життям». «Через розподіл праці [жінка] приречена на необхідну, але другорядну роботу: житло і харч потрібні для життя, але не вони надають йому сенс; господиня забезпечує лише матеріальну сторону життя, не торкаючись його духовної сторони; ця робота не може бути засобом досягнення індивідуальних цілей». Жінка, розлучена зі своєю сім'єю, знаходить тільки «розчарування» на наступний же день після весілля. Бовуар відзначає нерівність між чоловіком і дружиною (наприклад, у віці) і знаходить, що любов і «подружня любов» не одне і те ж. Шлюб майже завжди руйнівний для жінки. Софія Толстая, щоденник: «Я раптом вперше ясно відчула, що я назавжди відриваюсь від своєї сім'ї, від тих, кого так сильно любила, з ким прожила все своє життя. Почалися прощання. Це було жахливо!». Бовуар вважає шлюб збоченим інститутом, що гнітить як жінок, так і чоловіків.
Глава 6. «Мати». Медичні аборти несуть малий ризик для жінки, а положення сімей і дітей, народжених у скрутних умовах, украй тяжке. Католицька церква не може стверджувати, що душі ненароджених немовлят не потрапляють у рай через відсутність хрещення, це протирічить іншим постулатам Церкви. Питання про аборти є не питанням моралі, а питанням «чоловічого садизму» стосовно жінки. Вагітність одночасно і благословення, і прокляття: у створенні нового життя жінка втрачає себе, стаючи «пасивним інструментом життя». Коли з'являються діти, «садомазохістські прояви матері створюють у дочки комплекс вини, що обертається її садомазохістстким ставленням до своїх дітей»... і так без кінця. Де Бовуар закликає до соціалістичної практики виховання дітей, «у добре організованому супільстві, де дитина буде у значній степені на піклуванні колективу професіоналів, а мати оточена турботою, користуючись підтримкою, жінка цілком зможе суміщати материнство зі своєю роботою».
Глава 7. «Світська жінка», описано вимоги до одягу жінки, її подруг і її стосунки зі священниками, лікарями, знаменитостями і коханцями: «І адюльтер, і дружні зв'язки, і світське життя — все це лише дивертисменти у житті подружньому; вони можуть допомогти переносити ланцюги примусу і насилля, але не розривають їх. Це всього лише подоба втечі, і це ніяк не дозволяє жінці по-справжньому розпорядитися своєю долею».
Глава 8. «Повії і гетери». На відміну від проституйованих жінок, гетера і куртизанка могли отримати визнання як особистості і у разі успіху прагнути вище, до публічного визнання. Це простежено на прикладі зірок кінематографу, таких як Ріта Гейворт.
Глава 9. «Від зрілості до старості»: про шлях до менопаузи, котрий може пробудити в жінці гомосексуальні нахили (котрі є для жінки латентними). Коли жінка погоджується з процесом старіння, «їй лишається прожити майже половину дорослого життя без надії на майбутнє». Жінка може вибрати жити життям своїх дітей (найчастіше сина) чи внуків, але вона «опиняється ні з чим перед порожнечею майбутнього, у владі самотності, жалів, нудьги». Щоб зайняти себе, вона може розважатись у марних гуртках рукоділля («що навряд чи можна назвати серйозним заняттям, бо голова практично не бере участі в роботі, мозок бездіє»), акварелі, музики або читання, або приєднатися до благодійної організації. Хоча декотрі рідкісні жінки щиро віддані цим заняттям, «найбільша ступінь свободи, на котру здатен тип жінки-паразита у думках, як і у вчинках, — це стоїчний виклик або скептична іронія».
Глава 10. «„Ситуація“ і характер жінки»: жінка вміє бути активною, ефективною і спокійною не гірше від чоловіка. Стендаль: жінка може користуватися чоловічою логікою «настільки ж вміло, як і мужчина, якщо їй доводиться». Але її положення утримує її від того, щоб «бути корисною», її поріг — приготування харчу, одяг і дім. Вона хвилюється, тому що «нічого не робить», вона жаліється, вона плаче, вона може погрожувати самогубством. Вона протестує, але не може уникнути своєї долі. Вона може досягти щастя у «гармонії» і «добрі», описаних Вірджинією Вулф і Кетрін Менсфілд. Вона є мішенню для релігії. Безглуздо розумувати, хороше чи зле бути жінкою, оскільки очевидно, що бути чоловіком «безкінечно переважніше». «Отже, у [жінок] є тільки одна стезя: змагатися за своє визволення. Визволення жінки стане реальністю лише у тому разі, якщо воно буде справою колективною, і його необхідною умовою є остаточне торжество її економічної незалежності».

#### Частина 3. У пошуках сенсу життя
Глава 11. «Самозакохана жінка» описує нарцисичні натури, яким показана театральна кар'єра.
Глава 12. «Закохана» описує жінку у шлюбі і поза ним: «У той день, коли жінка зможе любити завдяки своїй силі, а не завдяки слабкості, коли вона буде любити не для того, щоб втекти від себе, а для того, щоб себе знайти, не для того, щоб відріктись від себе, а для того, щоб себе утвердити, — у той день любов стане для неї, як і для чоловіка, не смертельною небезпекою, а джерелом життя».
Глава 13. «Богошукачка» розповідає про життя жінок, як Гійон, Крюденер, Катерина Сієнська, Анджела з Фоліньо, Маргарита Марія Алакок, Катерина Еммеріх, Тереза Нейман, декотрі з яких мали стигмати. Релігійний запал, як любов і самозакоханість, сполучний з активним, незалежним життям. «Самі лише зусилля, спрямовані на досягнення індивідуального спасіння, ведуть лише до погибелі. Жінка або вступає у стосунки з нереальным, своїм двійником, Богом, або створює нереальні стосунки з реальним істотою. Ні в тому, ні в іншому разі вона не в змозі впливати на світ, не можучи вирватися за рамки своєї суб'єктивності, здобути істинну свободу. Єдина можливість здобути її — стати позитивно діючим членом суспільства».

#### Частина 4. До визволення
Глава 14. «Незалежна жінка» описує різницю між чоловіком, котрий міг би, наприклад, поселитися в готелі у новому місті, і жінкою, котра буде відчувати необхідність у домі. Садизму і мазохізму можна уникнути тільки прі рівності статей. Подібної рівності домагаються лише деякі жінки: приклад Клари Шуман і Роберта Шумана. Цілі дружин можуть бути грандіозними: бути елегантною, хорошою господинею, хорошою матір'ю. Виділеними опиняються «акторки, танцівниці і співачки», котрі можуть добитися незалежності. Серед письменниць, котрі намагались «скористатися своєю перемогою і відчути себе абсолютно вільними», де Бовуар виділяє Емілі Бронте, Вірджинію Вулф і почасти Мері Вебб, згадуючи також Колетт і Менсфілд. Про решту говориться: «ніхто з них не повстав проти людської долі. Вони всього лише здобули можливість більш або менш повно повно жити у його кордонах». Жінки не в змозі творити, як ван Гог або Кафка, і лише Тереза Авільська жила для себе. «Безперечно одне: дотепер здібності жінки притіснялись і тому були втрачені для людства. Давно пора, як у її особистих, так і у суспільних інтересах, надати їй можливість для самореалізації».
Де Бовуар пояснює «головний закон політекономії»: «Товарообмін регулюється тією цінністю пропонованого товару, котру представляє для покупця, а не для продавця: жінку просто обманули, твердячи їй, що вона безцінна; направду вона лише розвага, задоволення, супутниця, тобто благо, звичайно, але не основное; чоловік — центр всього, головний смисл, смисл її життя, так що обмін — оборудка, що має місце між ними, — будується не на принципах рівноцінності»[89], і висновує, що: "...щоб одержати цю вищу перемогу, крім іншого, чоловіку і жінці необхідно піднестися над своїми природними відмінностями і укласти між собою достеменно братський союз".
У прикінцевій главі Бовуар описує майбутнє, де чоловіки і жінки будуть рівні: "Світ,  суспільство, де чоловіки і жінки були б рівноправні, нескладно уявити, оскільки це якраз те суспільство, котре обіцяла радянська революція: жінки, котрі отримали однакові з чоловіками виховання і освіту, будуть працювати разом з чоловіками на одних і тих же умовах і за рівну зарплату; еротична свобода не стане хвилювати суспільну мораль, сексуальний акт уже не буде "службою" за покладену плату; жінці доведеться інакше забезпечувати себе; шлюб стане вільним, і подружжя зможуть розійтись, коли захочуть; материнство буде добровільним, означатиме надання кожній жінці права самій контролювати народження дітей, робити аборт; кожній матері, кожній дитині будуть гарантовані рівні права, незалежно від того, народжені діти у шлюбі чи ні; оплачувана відпустка по вагітності, а після народження дитини турбота про неї суспільства не означатимуть, що дитину забирають у батьків, вона просто не лишається на їхньому повному піклуванні, частину турбот про неї бере на себе суспільство".

## Критика
Після публікації "Другої статі" на де Бовуар повалився шквал критики від обуреного суспільства, що не стихав декілька десятиліть.
Дейдра Баїр, американська письменниця і біографка, випустила у 1989 книгу Introduction to the Vintage Edition, у котрій зібрала критику книги Симони де Бовуар «Друга стать». На думку Баїр, однією з головних тем критики було колективне звинувачення авторки у «несвідомому женоненависництві».
Баїр також цитує британського дослідника Редфорда, котрий вважає Бовуар винною у «описі жінок своїми власними барвами», тому що у праці нібито було перебільшено фокус на проблемах середнього класу.